# 옥룡설산
옥룡설산(중국어 간체자: 玉龙雪山, 정체자: 玉龍雪山, 병음: Yùlóng Xuěshān)(영어: Jade Dragon Snow Mountain)은 옥룡 나시족 자치현, 리장시에 있는 작은 산맥이다. 리장 시가지 북쪽 15km 거리에 있으며 남북 약 35km, 동서 약 13km의 국립 공원 내에 13개의 봉우리가 있다. 최고봉인 샨지두(중국어: 扇子陡)봉은 해발 5,596m에 달한다.  
이 산 일대는 중화인민공화국 국가 풍경 명승구로서 유네스코 세계 유산에, 동시에 리장시 옥룡설산 풍경구로서 중국 최고 레벨(5A급)의 국립 공원으로 지정되어 있다. 북반구에서 가장 남쪽에 위치한 빙하가 있다. 
리장 일대에 사는 나시족의 종교인 통파교의 성지이다. 기슭의 김사강 본류에는 깊은 협곡이 있다. 
관광지로의 정비가 진행되고 있어 리장고성지구 북쪽에서 버스로 설산 로프웨이 승강장까지 가면 부채꼴 바로 아래 4506m 지점까지 로프웨이를 탈 수 있다.로프웨이 운행은 날씨에 좌우되기 쉬우며, 하루 4000명에 한하므로 주의가 필요하다.

## 어원
이 산의 중국어 이름은 위롱쉐 산이다. 한국어로 번역 시 중국어 그대로 위롱쉐 산이라고도 번역되기도 한다. 또는 한자발음으로 옥룡설산이라고도 읽기도 한다. 한국인에게는 옥룡설산이라는 이름으로 더 잘 알려져 있다. 또한 이 지역 소수민족 나시족은 사츠토 산이라고 부른다.